# Nathan Zellner
Pour les articles homonymes, voir Zellner.
Nathan Zellner, né le 2 août 1975 à Greeley (Colorado), est un réalisateur et scénariste américain.

## Biographie
Nathan Zellner produit, écrit, édite, réalise et joue dans de nombreux courts métrages et longs métrages primés, dont la plupart font partie d'une collaboration créative avec son frère David. 
Leurs premiers travaux incluent Goliath (it) (Sundance 2008) et Kid-Thing (en) (Sundance 2012, 62e Berlinale), qui est nommé pour un Gotham Award en 2012. Kumiko, the Treasure Hunter, mettant en vedette Rinko Kikuchi, est présenté en compétition dans la catégorie U.S. Dramatic à Sundance 2014 et à la 64e Berlinale est nommé pour deux Independent Spirit Awards. Pionnière (Damsel), avec Robert Pattinson et Mia Wasikowska, a été présenté en compétition à Sundance 2018 et à la 68e Berlinale.

## Filmographie partielle

### Scénariste
- 1997 :  Plastic Utopia
- 2009 :  Rooster Teeth Sponsor Cut  (série télévisée, 1 épisode)
- 2014 :  Kumiko, the Treasure Hunter
- 2016 :  Black Something  (court métrage)
- 2018 : Pionnière (Damsel) (coécrit avec David Zellner)
- 2024 : Primitifs (Sasquatch Sunset) (coécrit avec David Zellner)

### Réalisateur
- 2005 :  Flotsam/Jetsam  (court métrage)
- 2009 :  Rooster Teeth Sponsor Cut  (série télévisée, 1 épisode)
- 2009 :  Cinemad Mix Tape #1Vidéo
- 2016 :  Black Something  (court métrage)
- 2018 : Pionnière (Damsel) (coréalisé avec David Zellner)
- 2023 : The Curse  (série télévisée, 3 épisodes)
- 2024 : Primitifs (Sasquatch Sunset) (coréalisé avec David Zellner)

### Acteur

#### Au cinéma
- 2024 : Primitifs (Sasquatch Sunset) (coréalisé avec David Zellner) : le mâle alpha